# Hrabstwo Parmer

Piramida wieku hrabstwa

Hrabstwo Parmer – rolnicze hrabstwo w USA, w stanie Teksas, w regionie Panhandle. Utworzone w 1876 r. Według danych z 2023 liczy 9617 mieszkańców (w tym 66,8% to Latynosi i 23,6% urodziło się poza granicami USA). Siedzibą hrabstwa jest miasteczko Farwell. Inne miejscowości, to: Friona (największa), Bovina i Lazbuddie.
Do 2015 r. hrabstwo było całkowicie suchym hrabstwem („dry county”), co oznaczało całkowity zakaz sprzedaży alkoholu.

## Gospodarka
Hrabstwo jest wiodącym producentem rolnym dla stanu w zakresie wołowiny, nabiału i pszenicy. Znaczącą rolę w hrabstwie odgrywają także uprawy bawełny, sorgo, kukurydzy, ziemniaków, buraków cukrowych, produkcja paszy, oraz hodowle drobiu i owiec. W 2022 roku obszar ten zajął 4. miejsce w stanie i 29. w kraju pod względem wpływów z rolnictwa.

## Sąsiednie hrabstwa
- Hrabstwo Deaf Smith (północ)
- Hrabstwo Castro (wschód)
- Hrabstwo Lamb (południowy wschód)
- Hrabstwo Bailey (południe)
- Hrabstwo Curry, Nowy Meksyk (zachód)